# محمد صالح مطيع
محمد صالح مطيع ثائر وسياسي في جمهورية اليمن الديمقراطية ولد عام 1940 في منطقة القعيطي بيافع العليا

## نضاله الثوري وتطلعه الوطني
كانت أول عملية يقوم بها هي ضرب الإذاعة العربية، التابعة للإدارة البريطانية في التواهي في مارس 1965، وكانت من أكبر العمليات الناجحة، التي انتشر بعدها أسلوب العمل المسلح ضد الإدارة البريطانية
ومنشئاتها  وعندما تبنت الجمهورية العربية المتحدة حركة النضال المسلح في صيف 1965 حيث فتحت لها مكتبا متخصصا لشؤون الجنوب ودعمه، استطاع اتباع الجبهة القومية في هذه الفترة بدعم من المكتب العربي المصري أن يحصلوا على دورات عسكرية في تعز للتدريب على حرب العصابات. وكان محمد صالح مطيع من أوائل الملتحقين بهذه الدورات مع عدد من رفاقه من جميع جبهات القتال (عدن بفروعها، ردفان، الضالع، حالمين، الشعيب، ثم المنطقة الوسطى، وتشمل دثينة وبعض مناطق أبين). تولى محمد صالح مطيع بعد انتهاء الدورة مسئولية العمل الفدائي في عدن وكان يشكل مع سالم ربيع على وهو زميله في الجبل ايقاع ثنائي متناغم لتسيير وقيادة العمل المسلح وفى 13 يناير عام 1966 حدث الدمج بين الجبهة القومية والفصائل الوطنية الأخرى وقامت جبهة تحرير جنوب اليمن المحتل، فعارضها القوميون العرب وعناصر الجبهة القومية الملتزمين للحركة ومن بينهم مطيع فعارضوا الدمج وسياسة الجمهورية العربية المتحدة فحرموا من الدعم المالي والعسكري وجمد نشاطهم واشتعلت مدينة عدن وضواحيها بحرب العصابات كما اشتعلت جميع مناطق جبهات القتال الأخرى.

## المناصب التي تقلدها
وزير خارجية جمهورية اليمن الديمقراطية الشعبية منذ العام (1973 حتى 1980)، وكان يعد مهندس الانفتاح السياسي على دول الجوار. ولا يختلف كثيرون أن محمد صالح يافعي، الذي عرف بإسمه الحركي «مطيع» قد تميز ببعد النظر في قيادة دبلوماسية الجنوب، وعلاقات الدولة السياسية آنذاك على الصعيد الإقليمي والدولي في ظروف غاية في التعقيد.
في عام 1974 دشن بداية العلاقات الدبلوماسية بزيارته التاريخية لكل من البحرين وقطر والامارات العربية المتحدة، وكنت ضمن الوفد الذي زار هذه البلدان بقيادته. وفي عام ١٩٧٦ تم استكمال بناء العلاقات الدبلوماسية مع المملكة العربية السعودية. وبقيت عمان لوقت متأخر لأسباب كثيرة. وفي عهده كوزير للخارجية شهدت العلاقات الدبلوماسية لليمن الديمقراطية ازدهاراً كبيراً على نطاق واسع، وعمل بكل جهد على استعادة العلاقات الدبلوماسية مع الولايات المتحدة الأمريكية. وقام بعض أعضاء الكونجرس الأمريكي بزيارة عدن كتمهيد لاستعادة العلاقات الدبلوماسية التي كانت قد قطعت عام 1969م.
تمتع «مطيع» بعلاقات ممتازة مع رفاقه ومع العاملين في السلك الدبلوماسي ومع دوائر اجتماعية وسياسية واسعة، ولعب دوراً إيجابياً في الحوارات السياسية بين فصائل العمل الوطني التي أدت إلى قيام التنظيم السياسي الموحد الجبهة القومية، ثم الحزب الاشتراكي اليمني. وكان «مطيع» صاحب كاريزما قيادية تجيد فن الحوار وإدارة الاختلاف، لكن الظروف التي صاحبت كثيراً من المحطات السياسية قد أسهمت في بناء تراكمات لم تترك في كثير من الأحيان غير خيار المواجهة 

## اعدامه
اعدم من قبل اللجنة المركزية للحزب الاشتراكي اليمني في عام 1982 م بتهمة التخابر مع دول اجنبية اهمها السعودية

## وصلات خارجية
https://albehaney1.yoo7.com/t1667-topic